# Cubanoptila poinari
Cubanoptila poinari is een fossiele soort schietmot uit de familie Glossosomatidae.